# Musée des Beaux-Arts de Caen
Pour les articles homonymes, voir Musée des beaux-arts.
Le musée des Beaux-Arts de Caen, situé à Caen, en Normandie, a été fondé en 1801. Entièrement détruit par les bombardements de juillet 1944, il est reconstruit à partir de 1967. Il rouvre ses portes en juin 1970, puis il est inauguré le 14 décembre suivant.

## Localisation
Depuis 1970, le musée des Beaux-Arts est installé dans l’enceinte du château ducal, dans le centre-ville ancien de Caen. De son ouverture en 1809 jusqu'à sa destruction à l'été 1944, le musée occupait les locaux de l'ancien séminaire des Eudistes de Caen, situé place de la République.

## Histoire

### Ouverture du musée en 1809
Afin d’exposer les toiles confisquées aux émigrés ou acquises lors des guerres révolutionnaires et napoléoniennes, Jean-Antoine Chaptal, ministre de l’Intérieur, choisit, le 14 fructidor an IX (1er septembre 1801), quinze villes destinées à recevoir de grands dépôts de tableaux. Choisie pour son renom universitaire et sa qualité de capitale culturelle de la Normandie, la ville de Caen se montre peu enthousiaste, car l’article 4 de l’arrêté Chaptal précise que « les tableaux ne seront envoyés qu’après qu’il aura été disposé aux frais de la commune une galerie convenable pour les recevoir ».

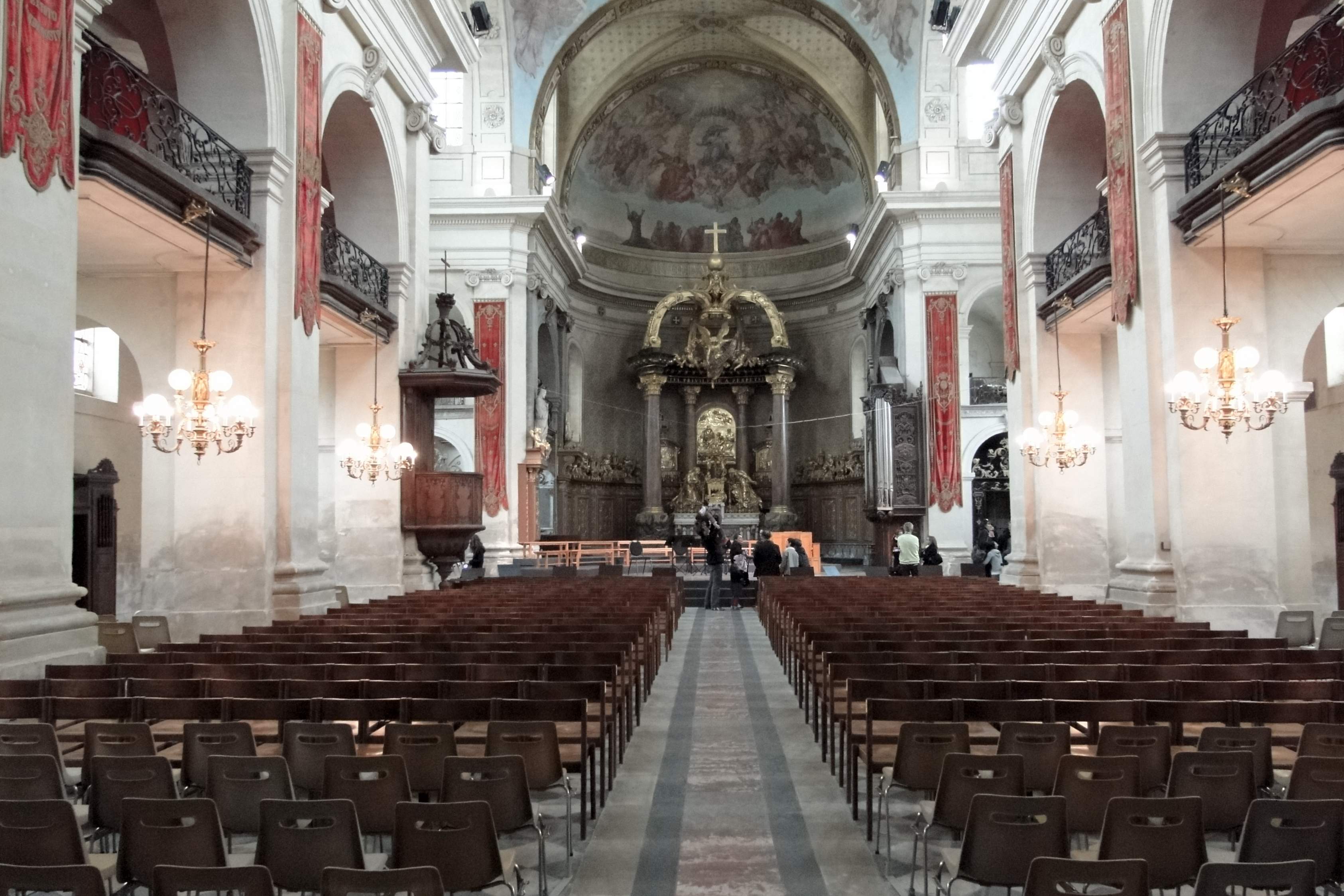
L'intérieur de l'église Notre-Dame-de-la-Gloriette.

Les tableaux retirés des églises et des communautés religieuses pendant la Révolution ayant déjà été regroupés à partir de 1795 dans l’ancienne église Sainte-Catherine-des-Arts (rebaptisée en 1802 église Notre-Dame-de-la-Gloriette), le maire Jean-Baptiste Daigremont Saint-Manvieux pense installer le musée dans cette ancienne église érigée à la fin du XVIIe siècle par les Jésuites. Mais le 5 brumaire an X, décision est finalement prise d’utiliser l’aile gauche de l’ancien séminaire des Eudistes, déjà en partie occupé depuis 1792 par l’administration municipale. Le préfet du Calvados demande le 27 octobre 1802 que l'on confère le titre de « commissaire près le musée de Caen » à François-Pierre Fleuriau, professeur de dessin à l’école centrale du Calvados. Afin d’enrichir le fonds déjà constitué à la Gloriette, le nouveau conservateur choisit en 1804 quarante-six toiles de différents artistes (Véronèse, Poussin...), faisant du lot de Caen le plus important après celui de Lyon. Le conservateur complète par ailleurs les collections du nouveau musée. Il tente même, sans succès, de faire transférer à Caen la tapisserie de Bayeux.
Les travaux d’aménagement du musée avancent très lentement. En 1806, le préfet, Charles Ambroise de Caffarelli du Falga, refuse d’autoriser les crédits votés par la municipalité pour la reprise des travaux. Les sommes sont débloquées dans le budget de 1809 et le projet peut être mené à son terme. En novembre 1809, on transfère les tableaux qui avaient été entreposés dans l’ancienne église des Jésuites et le musée est officiellement ouvert au public le 2 décembre 1809. Le conservateur dirige également l’école municipale de dessin fondée en 1804.

### Développement du musée et premières monographies

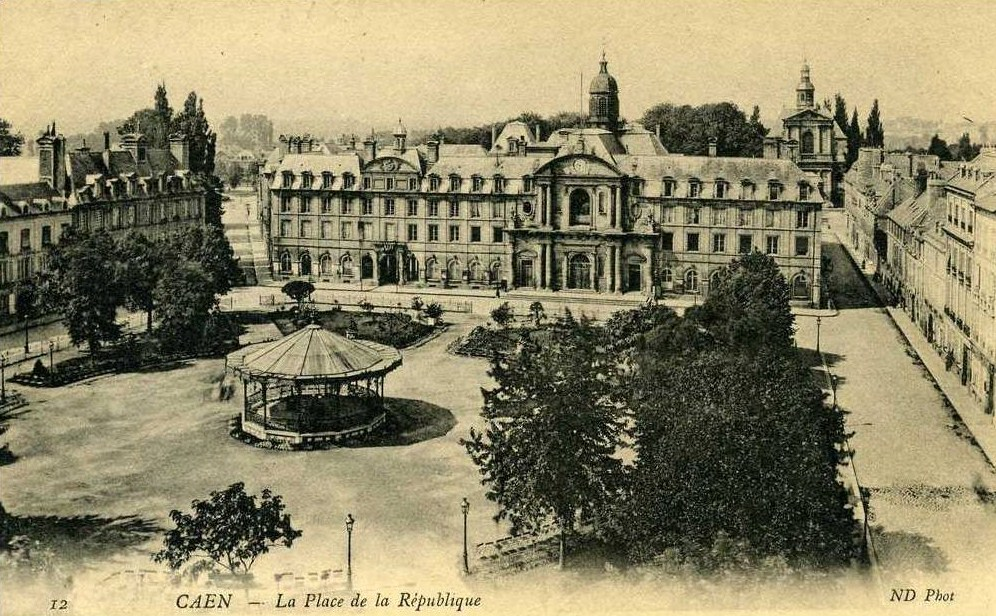
L’ancien séminaire des Eudistes.

À partir de 1811, le nouveau conservateur, Henri Élouis, enrichit les collections, notamment grâce à un nouveau lot de 35 peintures attribuées par le ministre de l’Intérieur. En 1815, les Prussiens campent dans le rez-de-chaussée de l’ancien séminaire des Eudistes pour réclamer la rétrocession des toiles confisquées en Allemagne Élouis dissimule alors les toiles les plus importantes : selon la légende, il cache l’Abraham et Melchisédech de Rubens sous la table utilisée pour le dîner des officiers prussiens. Après la restitution de cinq toiles sans importance majeure, les Prussiens quittent la ville. La Belgique réclame ensuite le retour des toiles de grands maîtres bruxellois, mais le conservateur et le maire de Caen, Augustin Le Forestier, comte de Vendeuvre, parviennent à enrayer cette nouvelle crise. Henri Élouis enrichit les collections grâce à des envois de l'État ou des acquisitions.
La deuxième moitié du XIXe siècle est plus calme : la période est davantage à l’étude des collections. En 1837, Georges Mancel rédige le premier catalogue du musée et, dans les années 1850, les premières monographies consacrées aux collections sont éditées. Alfred Guillard, le successeur d'Élouis de 1841 à 1880, mène une politique d’acquisition assez timide, mais une série de legs permet au musée d’exposer une centaine de toiles supplémentaires. En 1853, la ville accepte un legs de Pierre-Aimé Lair constitué de 141 tableaux, dont une grande partie provenait de la galerie de Jean Regnault de Segrais. Celui de la baronne de Montaran en 1858, comprenant trois toiles de François Boucher, une vingtaine de Théodore Gudin et une de Pierre Mignard, est le plus remarquable et l'ensemble de ces pièces sont rassemblées dans un salon aménagé à cette intention. En 1856, le musée s'agrandit en occupant l'aile reliant le musée à la bibliothèque de Caen. En 1863 et 1872, l'État met en dépôt au musée plusieurs tableaux de la collection Campana.

### La statuaire de la cour du musée
Dans la seconde partie du XIXe siècle, plusieurs œuvres d'art sont déposés dans la nouvelle cour du musée.
En 1862, les deux groupes sculptés Les dénicheurs, offerts par Auguste Jean Baptiste Lechesne, sont installés dans la cour. Vingt ans plus tard, Les dénicheurs sont retirés pour être installés dans le square place de la République.
Deux autres groupes d'Auguste Lechesne, Combat et frayeur et Victoire et reconnaissance, sont installés dans la cour . Réalisées en ciment de Dreux, ces œuvres se détériorent rapidement et sont remplacées en 1880 par le Centaure et Bacchante d'Arthur Le Duc,.
Le groupe sculpté, Centaure et Bacchante d'Arthur Le Duc, médaillé au salon de 1879, est acheté par l'État avec la participation de la ville pour le musée des beaux-arts. Il est installé l'année suivante dans la cour du musée,.
En 1933, un monument en l'honneur du compositeur Gabriel Dupont, né à Caen, est installé dans la cour du musée, côté nord, en face du Centaure et Bacchante,.

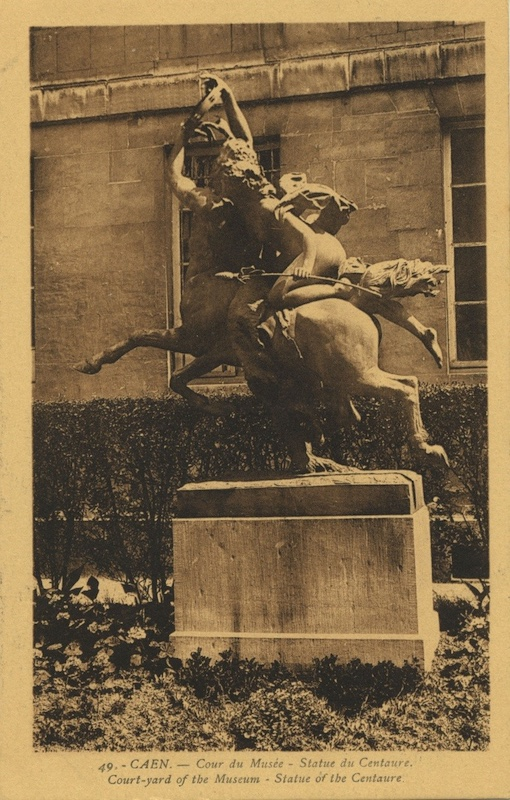
Centaure et Bacchante, d'Arthur Le Duc.
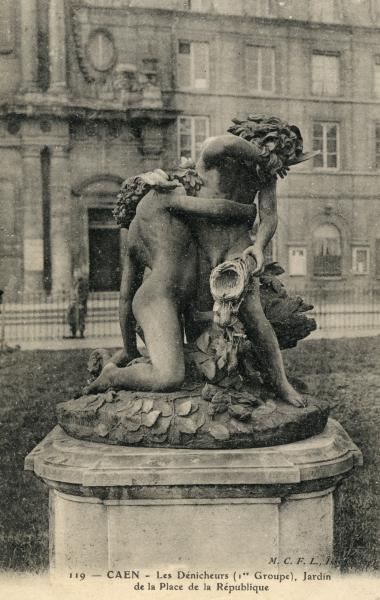
Les enfants dénicheurs, d'Auguste Jean Baptiste Lechesne.
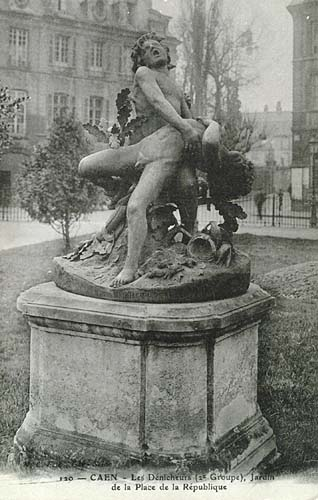
Les enfants dénicheurs mordus par des serpents, d'Auguste Jean Baptiste Lechesne.

### Les collections Mancel et Langlois
La plus importante donation de l’histoire du musée est celle de la collection Mancel, en 1872. Elle est léguée par le libraire caennais Bernard Mancel, qui avait acheté en 1845 une grande partie de la collection du cardinal Fesch, oncle de Napoléon Ier, à Rome. Elle est composée d’un lot de plus de 50 000 œuvres : estampes de Dürer, Rembrandt ou Callot, ainsi qu’une trentaine de toiles dont le Rogier van der Weyden (La Vierge et l'Enfant).
Un an plus tard, la famille du colonel Jean-Charles Langlois lègue les 256 toiles représentant des batailles et panoramas militaires. En 1888, ces toiles sont transférées dans le pavillon des sociétés savantes aménagé aux frais de la nièce du colonel Langlois pour former le musée Langlois.

### Affaiblissement du prestige du musée à partir des années 1880

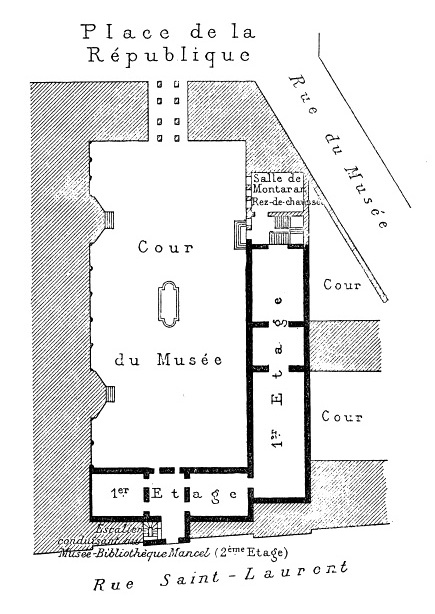
Plan du musée en 1893.

À partir de 1880, les nouveaux conservateurs, Xénophon Hellouin, puis Gustave Ménégoz font surtout l’acquisition d’œuvres régionalistes d’intérêt exclusivement local, exposées au rez-de-chaussée de l’ancien séminaire des Eudistes, aménagé en musée d’art et d’histoire normande. Malgré le don par le docteur Jacquette, maire de Fervaques, de tableaux de Courbet, Boudin et Lépine, la peinture moderne, notamment impressionniste, reste pratiquement absente du musée.
Alors que d’autres villes construisent de grands musées pour abriter leurs collections, le musée des Beaux-Arts de Caen reste à l’étroit dans une aile de l’hôtel de ville. Les bâtiments sont dans un état précaire et, le 3 novembre 1905, une partie des collections sont la proie des flammes. Plusieurs œuvres de l’école hollandaise et flamande sont perdues, ainsi que La Bataille d’Hastings de François-Hippolyte Debon, œuvre qui bénéficiait alors d’une certaine popularité pour sa composition romantique et son sujet, présentant la victoire des Normands sur les Anglais dans un contexte de forte tension internationale. L’incendie fait scandale et la presse locale et nationale réclament une réorganisation du musée. Le conseil municipal décide alors la construction du musée dans de meilleures conditions de sécurité et d’éclairage. Les édiles envisagent d’organiser une loterie afin d’ériger un nouveau musée sur le terre-plein de la place de la Préfecture (actuelle place Gambetta). Mais l’idée est rapidement abandonnée et le musée reste dans un état précaire.

### La destruction en 1944 et la reconstruction en 1970

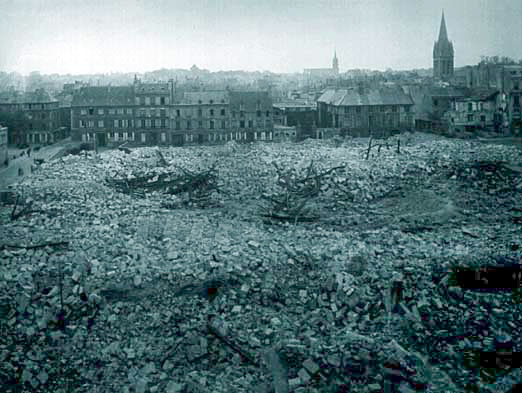
Le site du musée après 1944.

En 1934, Louis-Édouard Garrido est nommé conservateur. À partir de 1938, il entreprend une restauration du musée et améliore l’éclairage des œuvres. Mais les travaux sont interrompus par la Seconde Guerre mondiale. 360 peintures, la collection Mancel, la commode de Bernard van Riesen Burgh ainsi que d’autres objets d’arts sont transférés au prieuré Saint-Gabriel, à l’abbaye de Mondaye et au château de Baillou. Le 7 juin 1944, l’ancien séminaire est en grande partie détruit et le dernier bombardement aérien des Alliés, le 7 juillet, détruit ce qui était encore resté debout. 540 tableaux (grands formats, collections du XIXe siècle et un grand nombre d’anonymes du XVIIe siècle), les 400 dessins du cabinet des dessins, les meubles, les objets d'art, les sculptures, ainsi que les archives, les inventaires et les cadres disparaissent. Une grande partie du musée Langlois est également bombardée et la moitié des œuvres exposées détruites.
On envisage de déplacer le musée dans l'abbaye aux Hommes, dans l'église Saint-Nicolas, dans un bâtiment neuf sur la place de la Mare ou dans l’hôtel d'Escoville. Les œuvres épargnées sont finalement entreposées à la hâte dans les ruines peu salubres de l’hôtel d'Escoville et du musée Langlois. Une seule salle de l'hôtel d'Escoville est ouverte au public et seules trois expositions temporaires sont organisées dans les années 1950. En 1963, on commence à réfléchir à la reconstruction du musée. Les collections sont inventoriées par Françoise Debaisieux ; outre les œuvres de la collection Mancel, on dénombre alors 567 peintures et miniatures, des céramiques et des porcelaines. L'avant-projet proposé par Jean Merlet dans l'enceinte du château est adopté le 26 janvier 1967. Le nouveau musée est ouvert au public le 27 juin 1970, mais son inauguration n'a lieu que le 14 décembre 1970. Parallèlement la nouvelle conservatrice, Françoise Debaisieux, entame une nouvelle politique d’acquisition se concentrant sur les écoles françaises, italiennes et flamandes du XVIIe siècle. Cette politique est soutenue par les dépôts du musée du Louvre.
En 1982, le musée des Beaux-Arts de Caen est promu « musée classé », reconnaissant ainsi l’importance des collections et la vitalité de la politique visant à les enrichir. En 1988, Alain Tapié succède à Françoise Debaisieux. Il organise de grandes expositions et fait ajouter en 1994 une nouvelle aile construite par Philippe Dubois, qui abrite les locaux d'accueil, un auditorium de 220 places, des salles d'exposition permanentes et temporaires, une bibliothèque, des espaces de conservation, des réserves, et le café du musée (café Mancel). Le nouveau conservateur étoffe les collections en faisant l’acquisition d'œuvres contemporaines. Après cette extension, le musée obtient en 1995, au titre de son architecture et de son programme, le Grand Prix national des Musées décerné par le ministère de la Culture. En 2007, est transférée à la ville de Caen la propriété de biens des collections nationales confiés par l'État à la ville de Caen avant le 7 octobre 1910 et conservés au musée. Depuis 2007 également, le musée est au centre du parc des Sculptures, aménagé dans le château, à l'initiative de Patrick Ramade, conservateur en chef, directeur du musée depuis 2004. En 2014, la direction du musée est confiée à Emmanuelle Delapierre, conservateur du Musée des Beaux-Arts de Valenciennes.

## Fréquentation
| 2001   | 2002   | 2003   | 2004   | 2005   | 2006   | 2007   | 2008   | 2009   | 2010    | 2011   | 2012   | 2013    | 2014   | 2015   | 2016    | 2017   | 2018   | 2019   | 2020   | 2021   |
| ------ | ------ | ------ | ------ | ------ | ------ | ------ | ------ | ------ | ------- | ------ | ------ | ------- | ------ | ------ | ------- | ------ | ------ | ------ | ------ | ------ |
| 51 139 | 80 669 | 51 614 | 39 344 | 56 376 | 71 342 | 64 138 | 62 791 | 62 209 | 151 577 | 87 941 | 64 930 | 166 516 | 54 408 | 62 658 | 125 385 | 73 239 | 67 108 | 63 956 | 72 630 | 61 347 |

Le graphique qui aurait dû être présenté ici ne peut pas être affiché car il utilise l'ancienne extension Graph, désactivée pour des questions de sécurité. Des indications pour créer un nouveau graphique avec la nouvelle extension Chart sont disponibles ici.

La gratuité est accordée le premier dimanche de chaque mois et tous les jours aux moins de 26 ans.

## Collections
Le musée propose 6 000 m² d’espace dédiés aux collections présentées au public avec de nombreuses œuvres de la Renaissance italienne et flamande, mais aussi française, ainsi que de l’art contemporain. Il dispose d’une salle de 400 m2 pour la présentation des estampes de la collection Mancel. Le musée est équipé d’une salle de conférence de 230 places, utilisée notamment par l’université populaire de Caen. Enfin, la bibliothèque de la conservation du musée, composée de plus 20 000 volumes, est ouverte au public.
Une partie des collections du musée est accessible en ligne sur la base Joconde. Le site internet du musée donne aussi accès à des présentations d'œuvres de sa collection.

### XIVeauXVIesiècles
| Auteur de l'œuvre                  | Nom de l'œuvre                                              | Date                    | Type                                       | Dimension (en cm)                                            | Image |
| ---------------------------------- | ----------------------------------------------------------- | ----------------------- | ------------------------------------------ | ------------------------------------------------------------ | ----- |
| Pâris Bordone                      | Le Mariage de la Vierge                                     | Vers 1540               | Huile sur toile                            | 73 x 99                                                      |       |
| Pâris Bordone                      | L'Annonciation                                              | 1545-1550               | Huile sur toile                            | 102 x 196                                                    |       |
| Pieter Brueghel le Jeune           | Le Paiement de la dîme (ou Le Dénombrement de Bethléem)     |                         | Panneau                                    | 110 x 160                                                    |       |
| Benedetto Caliari                  | Le Départ des Israëlites ou Les Israëlites sortant d'Égypte |                         | Huile sur toile                            | 95 x 121                                                     |       |
| Cima da Conegliano                 | La Vierge à l'Enfant entre saint Georges et saint Jacques   | Vers 1510-1511          | Triptyque sur panneau, transposé sur toile | 137 x 61 (panneau central) et 121 x 44,5 (panneaux latéraux) |       |
| Frans Floris                       | Portrait de dame âgée (ou La femme du fauconnier)           |                         | Huile sur chêne                            | 107,7 x 83,4                                                 |       |
| Maître de Hoogstraten              | La Vierge et l'Enfant avec sainte Catherine et sainte Barbe | 1510                    | Huile sur bois (chêne)                     | 78,8 x 71                                                    |       |
| Barnaba da Modena                  | Crucifixion avec la Vierge et saint Jean                    | Entre 1361 et 1383      | Bois à pans coupés                         | 67,5 x 64,0                                                  |       |
| Le Pérugin                         | Le Mariage de la Vierge (ou Sposalizio)                     | Entre 1500 et 1504      | Huile sur bois                             | 236 x 186                                                    |       |
| Le Pérugin                         | Saint Jérôme dans le désert                                 | Vers 1499-1502          | Huile sur bois (peuplier)                  | 89,3 x 72,5                                                  |       |
| Andrea del Sarto                   | Saint Sébastien tenant deux flèches et la palme du martyre  |                         | Huile sur bois (peuplier)                  | 83,9 x 68                                                    |       |
| Andrea Schiavone                   | Le Christ dans la maison de Jaïrus                          | Vers 1549-1550          | Toile                                      | 107,3 x 174,6                                                |       |
| Giovanni Antonio Sogliani          | La Vierge à l’enfant avec saint Jean-Baptiste               |                         | Panneau                                    | 120 x 100                                                    |       |
| Lambert Sustris                    | Le Baptême du Christ                                        | Vers 1543               | Huile sur toile                            | 129,4 x 236,1                                                |       |
| Le Tintoret                        | La Descente de croix                                        | 1556-1558               | Huile sur toile                            | 135,6 x 102                                                  |       |
| Le Tintoret                        | La Cène                                                     | 1564-1566               | Huile sur toile                            | 90 x 121                                                     |       |
| Cosmè Tura                         | Saint Jacques                                               |                         | Panneau                                    | 75,1 x 40,9                                                  |       |
| Paul Véronèse                      | Apparition du Christ à Saint-Pierre et Saint-Paul           |                         | Huile sur toile                            | 96 x 70                                                      |       |
| Paul Véronèse                      | Judith et Holopherne                                        | Après 1581              | Huile sur toile                            | 231,5 x 273,5                                                |       |
| Paul Véronèse                      | La Tentation de saint Antoine                               | 1552                    | Toile                                      | 198,2 x 149,5                                                |       |
| Anonyme (d'après Léonard de Vinci) | La Vierge aux Rochers (face) et Paysage (revers)            |                         | Huile sur bois (chêne)                     | 62 x 45,8                                                    |       |
| Rogier van der Weyden              | La Vierge et l'Enfant                                       |                         | Panneau                                    | 51,5 x 33,5                                                  |       |
| Taddeo Zuccari                     | La Décollation de saint Jean-Baptiste                       | 1555-1560               | Toile                                      | 66 x 51                                                      |       |
| Anonyme                            | Le Christ au tombeau                                        | (fin XVe-début XVIe s.) | Huile sur bois (peuplier)                  | 58 x 147                                                     |       |

### XVIIesiècle

#### École italienne
| Auteur de l'œuvre                         | Nom de l'œuvre                                                       | Date               | Type                   | Dimension (en cm) | Image |
| ----------------------------------------- | -------------------------------------------------------------------- | ------------------ | ---------------------- | ----------------- | ----- |
| Francesco Albani                          | Tête de Vierge ou La Vierge les mains croisées sur la poitrine       |                    | Huile sur cuivre       | 32 x 25,4         |       |
| Giovanni Battista Beinaschi               | Tête de vieillard                                                    |                    |                        |                   |       |
| Attribué à Francesco Cairo                | Tête de saint Jean-Baptiste                                          |                    |                        |                   |       |
| Entourage d'Annibale Carrache             | Groupe d’artiste                                                     | vers 1600          |                        |                   |       |
| Valerio Castello                          | La Chute de Simon le Magicien                                        | vers 1656-1657     | Huile sur toile        | 71,5 x 58         |       |
| Giovanni Benedetto Castiglione            | Io                                                                   |                    |                        |                   |       |
| Bernardo Cavallino                        | L'Immaculée Conception                                               | vers 1640          |                        |                   |       |
| Giuseppe Cesari dit le Cavalier d'Arpin   | La Victoire de Tullus Hostilius sur les forces de Veies et de Fidena | 1596-1597          |                        |                   |       |
| Giuseppe Cesari dit le Cavalier d'Arpin   | Saint Sébastien                                                      |                    |                        |                   |       |
| Pier Francesco Cittadini                  | Portrait de femme (ou Autoportrait d'Elisabetta Sirani)              |                    | Huile sur toile        | 115,5 x 91,2      |       |
| Giacomo Cotta                             | La Fuite en Égypte ou Le repos de la Sainte Famille                  | 1673               |                        |                   |       |
| L'Empoli                                  | Sainte Claire prenant le voile                                       | vers 1620          |                        |                   |       |
| Pietro Faccini                            | La Madeleine au tombeau du Christ                                    |                    |                        |                   |       |
| Domenico Fetti                            | La Parabole de l'Enfant prodigue                                     |                    |                        |                   |       |
| Domenico Fetti                            | La Perle de grand prix                                               |                    |                        |                   |       |
| Anonyme (anc. attribution Domenico Fetti) | La Nativité de la Vierge                                             |                    | Huile sur toile        | 200 x 139         |       |
| Giovanni Battista Gaulli, dit Il Baciccio | Le Baptême du Christ                                                 | Vers 1690          |                        |                   |       |
| Luca Giordano                             | L'Enlèvement d’Hélène                                                | entre 1680 et 1683 |                        |                   |       |
| Le Guerchin                               | Coriolan supplié par sa mère                                         | 1643               | Huile sur toile        | 334 x 263         |       |
| Pietro Liberi                             | Vénus, les Grâces et les Amours                                      |                    | Huile sur toile        | 150 x 201         |       |
| Bartolomeo Manfredi                       | Soldats jouant aux cartes                                            |                    | Huile sur toile        | 140,7 x 180       |       |
| Attribué à Pietro Negri                   | Mercure et Argus                                                     |                    | Huile sur toile        | 114,3 x 174,4     |       |
| Pietro Antonio Novelli, dit Il Monrealese | Duel musical d'Apollon et de Marsyas                                 |                    | Huile surt toile       | 154,5 x 198       |       |
| Giuseppe Nuvolone                         | Samson et Dalila et Moïse faisant jaillir l'eau du rocher            |                    |                        |                   |       |
| Théodore Poulakis                         | Saint Théodore                                                       |                    | Huile sur bois (sapin) | 45 x 33,5         |       |
| Théodore Poulakis                         | Saint Démétrius                                                      |                    | Huile sur bois         | 45 x 34,5         |       |
| Andrea Pozzo                              | L'Ange gardien                                                       | vers 1685-1694     |                        |                   |       |
| Anonyme (d'après Guido Reni)              | La Crucifixion                                                       |                    | Huile sur toile        | 190 x 132         |       |
| Salvator Rosa                             | Glaucus et Scylla                                                    |                    |                        | 84,5 x 72         |       |
| Andrea Sacchi                             | Didon abandonnée (ou Didon sur le bûcher)                            | vers 1630-1635     | Huile sur toile        | 139,5 x 148       |       |
| Bernardo Strozzi                          | Sainte Rosalie                                                       |                    |                        |                   |       |
| Anonyme                                   | La Mort de Lucrèce                                                   |                    | Huile sur toile        | 90,3 x 70,3       |       |

#### École française
| Auteur de l'œuvre                              | Nom de l'œuvre                                                                                 | Date           | Type            | Dimension (en cm) | Image |
| ---------------------------------------------- | ---------------------------------------------------------------------------------------------- | -------------- | --------------- | ----------------- | ----- |
| Lubin Baugin                                   | Saint Jérôme                                                                                   |                |                 |                   |       |
| Jacques Blanchard                              | Sainte Famille                                                                                 |                |                 |                   |       |
| Jean-Baptiste Blin de Fontenay                 | 4 peintures dont Fleurs dans un vase sur entablement sculpté et Femme à la guirlande de fleurs |                |                 |                   |       |
| Sébastien Bourdon                              | Le Christ et le centurion                                                                      | 1655-1660      |                 |                   |       |
| Sébastien Bourdon                              | Campement de Bohémiens                                                                         | Ap. 1637       |                 |                   |       |
| Charles Le Brun                                | La Charité                                                                                     | vers 1642-1648 |                 |                   |       |
| Philippe de Champaigne                         | L'Annonciation                                                                                 | 1633           | Huile sur toile | 294 x 250,2       |       |
| Philippe de Champaigne                         | Le Vœu de Louis XIII                                                                           | 1638           | Huile sur toile | 342 x 267,5       |       |
| Philippe de Champaigne                         | La Samaritaine                                                                                 | 1648           | Huile sur toile | 114,5 x 113       |       |
| Philippe de Champaigne                         | Le Voile de Véronique                                                                          |                |                 |                   |       |
| Noël Coypel                                    | Le combat d’Hercule et d’Achéloüs                                                              | Vers 1700      |                 |                   |       |
| Laurent de La Hyre                             | L'Apparition de la Vierge avec l’Enfant dans le ciel                                           | vers 1630      |                 |                   |       |
| Laurent de La Hyre                             | Thésée retrouvant les armes de son père                                                        | 1634           |                 |                   |       |
| Jean-Baptiste Martin, dit Martin des batailles | Siège de Besançon par l'armée de Louis XIV                                                     |                | Huile sur toile | 265 x 176         |       |
| Pierre Mignard                                 | Saint Charles Borromée donnant la communion aux pestiférés de Milan                            |                |                 |                   |       |
| Simon Vouet                                    | L'Homme à la figue                                                                             | vers 1615      | Huile sur toile | 77,5 x 62,5       |       |
| Simon Vouet                                    | La Vierge et l'Enfant à l'ange                                                                 | 1636           |                 |                   |       |
| Claude Vignon                                  | Portrait de jeune homme                                                                        | vers 1615-1618 |                 |                   |       |

#### Écoles flamande et hollandaise
| Auteur de l'œuvre                    | Nom de l'œuvre                                                                | Date               | Type                               | Dimension (en cm) | Image |
| ------------------------------------ | ----------------------------------------------------------------------------- | ------------------ | ---------------------------------- | ----------------- | ----- |
| Willem van Aelst                     | Bouquet de fleurs                                                             | 1651               |                                    |                   |       |
| Jacques d'Arthois                    | Paysage                                                                       |                    | Huile sur toile                    | 84 x 120          |       |
| Jan Asselijn                         | Paysage au moulin à eau                                                       |                    |                                    |                   |       |
| Osias Beert                          | Nature morte aux Raisins, Grenades et abricots                                | 1600-1610          | Huile sur toile                    | 50 x 75           |       |
| Nicolaes Berchem et Jan van der Bent | Paysage italien avec figures et animaux                                       |                    |                                    |                   |       |
| Adriaen Brouwer                      | Buveurs                                                                       |                    |                                    |                   |       |
| Willem Drost                         | L'Écaillère ou La cuisinière au couteau                                       |                    | Huile sur chêne                    | 76 x 60           |       |
| Antoine van Dyck                     | Communion de Saint Bonaventure                                                | 1628-1632          | Huile sur toile                    | 337,5 x 192       |       |
| Bertholet Flémal                     | Adoration des bergers                                                         | vers 1665          | Huile sur toile                    | 318,5 x 204       |       |
| Frans II Francken                    | Les esclaves des fureurs de l'Amour ou L'Amour vainqueur                      | Ap. 1627           |                                    |                   |       |
| Abraham Govaerts                     | Paysage à la chasse de Méléagre et Atalante                                   |                    |                                    |                   |       |
| Jan van Goyen                        | Paysage à la cabane                                                           |                    |                                    |                   |       |
| Cornelis Cornelisz van Haarlem       | Vénus et Adonis                                                               |                    |                                    |                   |       |
| Jan Davidsz de Heem                  | Vanité                                                                        | 1628               |                                    |                   |       |
| Jan van den Hoecke                   | Jésus couronné d'épines                                                       |                    | Huile sur bois (chêne)             | 57 x 43,5         |       |
| Jacob Jordaens                       | Tête d'étude : Abraham Grapheus (ou Un mendiant ou Buste d'homme priant)      |                    | Huile sur toile                    | 64,5 x 50         |       |
| Gérard de Lairesse                   | La Conversion de Saint Augustin                                               | vers 1663          | Huile sur toile                    | 322 x 275         |       |
| Gérard de Lairesse                   | L'empereur Auguste soutenant les Arts                                         |                    |                                    |                   |       |
| Adam François van der Meulen         | Le Passage du Rhin, le Rhin passé à la nage par les Français                  |                    | Huile sur toile                    | 83 x 158          |       |
| Adam François van der Meulen         | Le Passage du Rhin, l'arrivée des pontonniers                                 |                    | Huile sur toile                    | 83,8 x 145,7      |       |
| Claes Cornelisz. Moeyaert            | La Continence de Scipion                                                      |                    | Huile sur toile                    | 112 x 180         |       |
| Johan Moreelse                       | Marie-Madeleine pénitente                                                     |                    |                                    |                   |       |
| Érasme Quellin le Jeune              | La Vierge donnant une étole à Saint-Hubert                                    |                    | Huile sur toile                    | 290 x 205         |       |
| Pierre Paul Rubens                   | L'Assomption de la Vierge                                                     |                    | Huile sur cuivre                   | 86 x 62           |       |
| Pierre Paul Rubens                   | Melchissedec offrant le pain et le vin à Abraham (ou Abraham et Melchisédech) | entre 1615 et 1618 | Huile sur bois transposé sur toile | 204 x 250         |       |
| Pierre Paul Rubens                   | Saint Sébastien et Saint Georges                                              |                    |                                    |                   |       |
| Salomon van Ruysdael                 | Paysage maritime                                                              |                    |                                    |                   |       |
| Gerard Seghers et François Ykens     | La Vierge et l’enfant Jésus dans une guirlande de fleurs                      |                    |                                    |                   |       |
| Frans Snyders                        | Intérieur d'office                                                            | vers 1635          | Huile sur toile                    | 238,8 x 227,2     |       |
| Attribué à Paul van Somer (en)       | Jacques Ier d'Angleterre, VI d'Écosse                                         |                    | Huile sur bois (chêne)             | 75,5 x 61,4       |       |
| Harmen van Steenwyck                 | La Cruche cassée                                                              |                    |                                    |                   |       |
| Nicolaes van Verendael               | Vanité                                                                        | vers 1680          |                                    |                   |       |
| Adriaen Pietersz van de Venne        | Jésus et la femme adultère                                                    |                    |                                    |                   |       |
| Paul de Vos                          | Cheval dévoré par des loups                                                   |                    | Huile sur toile                    | 199 x 315         |       |
| Paul de Vos                          | Chasse aux ours                                                               |                    | Huile sur toile                    | 202 x 342         |       |
| Jacob van Walscapelle (en)           | Nature morte de fleurs et d’insectes                                          |                    |                                    |                   |       |
| Attribué à Artus Wolffort            | Saint Jérôme                                                                  | vers 1630          |                                    |                   |       |
| Thomas Wyck                          | Laboratoire d’alchimiste                                                      |                    |                                    |                   |       |

### XVIIIesiècle
| Auteur de l'œuvre              | Nom de l'œuvre | Date           | Type            | Dimension (en cm) | Image |
| ------------------------------ | --- | -------------- | --------------- | ----------------- | ----- |
| Louis Galloche                 | Roland apprenant les amours d'Angélique et de Médor                                                                                          |                | Huile sur toile | 75,5 x 118        |       |
| Blaise Nicolas Le Sueur        | Salomon devant l'Arche d'alliance |                | Huile sur toile | 97 x 131          |       |
| Antoine Le Bel                 | Pêcheurs auprès d'un lac |                | Huile sur toile | 90 x 116          |       |
| Antoine Le Bel                 | Soleil couchant ; Vue des environs de Diepppe                                                                                                |                | Huile sur toile | 90 x 116          |       |
| Anonyme, d’après Jean Jouvenet | Saint Pierre guérissant les malades | vers 1700      | Toile           | 133 x 98          |       |
| François Boucher               | Pastorale (ou Jeune berger dans un paysage)                                                                                                  |                | Toile           | 89 x 121,5        |       |
| Giuseppe Maria Crespi          | Le marché | 1735-1740      | Toile           | 124 x 178         |       |
| Hubert                         | Portrait de dame âgée | 1779           | Toile           | 231,5 x 273,5     |       |
| Simon Julien                   | Tithon et l'Aurore | 1789           | Toile           | 277 x 198         |       |
| Pierre Lesseline               | Portrait présumé de Françoise-Charlotte-Louise Vauquelin de Vrigny.                                                                          | 1749           | Toile           | 73 x 60           |       |
| Andrea Locatelli               | Paysage avec ruines et personnages |                | Huile sur toile | 65 x 48,8         |       |
| Jean-Baptiste Oudry            | Laie et ses marcassins attaqués par des dogues (ou Chasse au sanglier)                                                                       | 1748           | Huile sur toile | 258 x 400         |       |
| Giovanni Paolo Pannini         | La Remise de l'ordre du Saint-Esprit au prince Vaini par le duc de Saint-Aignan, en l'église Saint-Louis-des-Français, le 15 septembre 1737, | Vers 1758      | Huile sur toile | 72 x 98           |       |
| Hyacinthe Rigaud               | Portrait de Marie Cadenne | 1684           | Huile sur toile | 139,3 x 102,5     |       |
| Hyacinthe Rigaud               | Portrait présumé du comte de Coigny. |                | Huile sur toile | 136 x 113         |       |
| Attribué à Hyacinthe Rigaud    | Le Sauveur du monde ou Jésus enfant entouré des instruments de la Passion,                                                                   |                | Huile sur toile | 164,5 x 110       |       |
| Pierre Subleyras               | Portrait de la comtesse Mahony | Vers 1740-1745 | Toile           | 100 x 74,5        |       |
| Giandomenico Tiepolo           | Ecce Homo | Vers 1760-1770 |                 |                   |       |
| Robert Tournières              | Portrait de l’orfèvre Nicolas Delaunay et de sa famille                                                                                      | Vers 1705      | Toile           | 56 x 70,2         |       |
| Robert Tournières              | Portrait de Jean-Baptiste Crestey, échevin de Caen.                                                                                          | 1733           | Toile           | 116 x 90          |       |
| Anonyme (Italie)               | Tête de saint Pierre |                | Huile sur toile | 46 x 37,3         |       |

### XIXesiècle
| Auteur de l'œuvre           | Nom de l'œuvre                                                         | Date                          | Type                 | Dimension (en cm) | Image |
| --------------------------- | ---------------------------------------------------------------------- | ----------------------------- | -------------------- | ----------------- | ----- |
| Lorenzo Bartolini           | Buste de la baronne de Montaran                                        | vers 1835                     | Marbre               | 66,5 x 26,7       |       |
| Victor Binet                | Lisière de bois, environs d'Eu (Seine-Inférieure),                     | 1883                          | Huile sur toile      | 141 x 246,5       |       |
| Eugène Boudin               | La Plage de Deauville                                                  | 1863                          | Huile sur toile      | 50,5 x 74,5       |       |
| Eugène Boudin               | Voiliers                                                               | 1869                          | Huile sur toile      |                   |       |
| Eugène Boudin               | Pâturage à Fervaques                                                   | 1874                          | Huile sur toile      | 55 x 38           |       |
| Jean-Eugène Buland          | Restitution à la Vierge le lendemain du mariage,                       | 1885                          | Huile sur toile      | 146 x 211         |       |
| Théodore Chassériau         | Groupe d’Arabes (ou Joseph vendu par ses frères)                       |                               | Huile sur toile      | 82 x 66           |       |
| Jean-Baptiste Camille Corot | Les Chevriers de Castel Gandolfo (ou Les Chevriers des îles Borromées) | 1866                          | Huile sur toile      | 59 x 78           |       |
| Jean-Baptiste Camille Corot | Paysage                                                                | 2e ou 3e quart du XIXe siècle | Huile sur toile      | 15,5 x 22         |       |
| Gustave Courbet             | La Mer, à Étretat                                                      | 1871-1872                     | Huile sur toile      | 38 x 45,8         |       |
| Gustave Courbet             | La Dame aux bijoux                                                     | 1867                          | Huile sur toile      | 81 x 64           |       |
| Eugène Delacroix            | Quentin Durward et le Balafré                                          | Vers 1828 -1829               | Huile sur toile      | 40,5 x 32,4       |       |
| Gustave Doré                | Paysage d'Écosse                                                       | 1881                          | Huile sur toile      | 92 x 165          |       |
| Théodore Géricault          | Course de chevaux à Epsom                                              | Vers 1821                     | Huile sur toile      | 30 x 42           |       |
| Henri Harpignies            | Chasse à courre (ou Belle journée d'hiver),                            | 1870                          | Huile sur toile      | 71,5 X 103        |       |
| Paul Huet                   | Étretat. La Porte d'Aval vue de la plage, en 1868                      | 1868                          | Huile sur carton     | 22,5 X 33,5       |       |
| Eugène Isabey               | Matelots sortant du port de Saint-Valery-en-Caux                       | Vers 1867                     | Huile sur toile      | 40,5 x 61         |       |
| Eugène Isabey               | Vue de Caen                                                            | 2e quart du XIXe siècle       | Aquarelle sur papier | 19,5 x 23,5       |       |
| Félix-Hippolyte Lanoüe      | Vue des grands lavoirs d'Albano et de Castel-Gandolfo,                 | Vers 1863                     | Huile sur toile      | 75 x 125          |       |
| Émile Van Marcke            | La Mare aux pies,                                                      | Vers 1861                     | Huile sur toile      | 92 x 134,5        |       |
| Claude Monet                | Étretat, la Manneporte, reflets sur l'eau                              | 1885                          | Huile sur toile      | 61.8 x 81.5       |       |
| Claude Monet                | Étang aux nymphéas                                                     |                               | Huile sur toile      |                   |       |
| Pierre Edme Louis Pellier   | Calypso recevant dans son île Télémaque et Mentor                      | 1804                          | Huile sur toile      | 105,5 x 141,5     |       |
| Émile Perrin                | La Mort de Malfilâtre,                                                 | Vers 1844                     | Huile sur toile      | 92,2 x 75,3       |       |
| Théodule Ribot              | L'Huître et les plaideurs,                                             | Vers 1844                     | Huile sur toile      | 212 x 152         |       |
| Théodore Rousseau           | Esquisse de paysage. Plaine avec mare et arbres                        |                               | Huile sur toile      | 82,6 x 124,8      |       |

### XXesiècle
| Auteur de l'œuvre           | Nom de l'œuvre                                     | Date                          | Type                                    | Dimension (en cm) | Image |
| --------------------------- | -------------------------------------------------- | ----------------------------- | --------------------------------------- | ----------------- | ----- |
| Balthus                     | La Langouste                                       | 1949                          | Huile sur toile                         | 65 x 81           |       |
| Pierre Bonnard              | Portrait de Madame Henri-Jean-Arthur Fontaine      | 1930                          | Huile sur toile                         | 108 x 95,5        |       |
| Georges Braque              | La Chaise ,                                        | 1947                          | Huile sur toile                         | 61 x 50           |       |
| Olivier Debré               | Noire bleu ocre de Loire aux taches fortes du Haut | 1996                          | Huile sur toile                         | 180 x 350         |       |
| François Dilasser           | Planète                                            | 2003                          | Acrylique sur papier marouflé sur toile | 160 x 150         |       |
| Kees van Dongen             | Portrait de Marie-Thérèse Raulet                   |                               | Huile sur toile                         | 100 x 81          |       |
| Jean Dubuffet               | Migration (Non-lieu L 40) ,                        | 1984                          | Acrylique sur papier marouflé sur toile | 100,5 x 67        |       |
| Raoul Dufy                  | Le Cargo noir ,                                    | 1945 (ca)                     | Huile sur toile                         | 37,9 x 45,7       |       |
| Albert Gleizes              | Composition                                        | Première moitié du XXe siècle | Huile sur toile                         | 65 x 81           |       |
| František Kupka             | La Crise d'une vieille palette ,                   | 1910-1911                     | Huile sur toile                         | 67,5 x 55,5       |       |
| André Lhote                 | Baigneuses                                         | 1947                          | Huile sur toile                         | 97 x 130          |       |
| Albert Marquet              | Cheminée à la Percaillerie                         | 1903                          | Huile sur toile                         | 46,3 x 55,3       |       |
| Jean Metzinger              | La Tireuse de cartes                               | 1915                          | Huile sur toile                         | 116 x 81          |       |
| Joan Mitchell               | The Sky Is Blue, The Grass Is Green                | 1972                          | Huile sur toile                         | 195 x 260         |       |
| Joan Mitchell               | Champs                                             | 1990                          | Huile sur toile                         | 280 x 200         |       |
| Zoran Music                 | Nous ne sommes pas les derniers                    | 1970                          | Huile sur toile                         | 65 x 81           |       |
| Zoran Music                 | Double portrait                                    | 1989                          | Huile sur toile                         | 65 x 81           |       |
| Ernest Pignon-Ernest        | David et Goliath                                   | 1989                          |                                         |                   |       |
| Pierre Soulages             | Peinture 7 juin 1974                               | 1974                          | Huile sur toile                         | 130 x 89          |       |
| Mark Tobey                  | Appearances                                        | 1968                          | Huile sur toile                         | 92 x 60           |       |
| Maria Elena Vieira da Silva | Arcane                                             | Date inconnue                 | Huile sur toile                         |                   |       |
| Jacques Villon              | Scribe,                                            | 1949                          | Huile sur toile                         | 92 x 75           |       |
| Édouard Vuillard            | Portrait de Suzanne Desprès,                       | 1908                          | Huile sur carton                        | 50,8 x 62,3       |       |

### Parc des sculptures
Œuvres exposées
| Nom de l'artiste             | Titre de l'œuvre                  | Date de création           | Propriétaire                                                        | Date d'installation | Illustration |
| ---------------------------- | --------------------------------- | -------------------------- | ------------------------------------------------------------------- | ------------------- | ------------ |
| Antoine Bourdelle            | Le Grand Guerrier                 | 1900                       | Dépôt du musée Bourdelle                                            | 2007,               |              |
| CLARA (collectif d'artistes) | Témoins                           | 2021                       |                                                                     | 17 décembre 2021,   |              |
| François Morellet            | Un angle deux vue pour trois arcs |                            | Musée des beaux-arts                                                | 2015,               |              |
| Marta Pan                    | Sphère coupée 1400-1000           | 1991                       | Dépôt du Fonds national d'art contemporain                          | 2011                |              |
| Jaakko Pernu (fi)            | Ceiling Light                     | 2016                       | Œuvre éphémère créée in situ dans le cadre du festival Les Boréales | 2016,               |              |
| Jaume Plensa                 | Lou                               | 2015                       | Dépôt de l'artiste, puis achat par la Ville en 2022                 | Octobre 2018        |              |
| Auguste Rodin                | La Grande Ombre                   | Créé en 1902 Fondu en 1977 | Dépôt du musée Rodin                                                | 2015,               |              |
| Huang Yong Ping              | One Man, nine animals             | 1999                       | Dépôt du Fonds national d’art contemporain                          | 2007                |              |

Dans le cadre des travaux de réaménagement du château, les œuvres sont déposées en novembre 2022. Les statues du bestiaire de Huang Yong Ping et La Grande ombre sont entreposées dans un entrepôt sécurisé à la périphérie de Caen. Lou est transféré sur l'esplanade de l'hôtel de ville et Le Grand guerrier dans le cloître de l'abbaye aux Hommes (hôtel de ville). Les statues du bestiaire de Huang Yong Ping sont réinstallées en décembre 2024. Les autres œuvres sont réinstallées du 17 au 20 février 2025 : Le grand guerrier le 17 février 2025 ; les sculptures stockées dans un entrepôt sécurisé, dont La grande ombre, le 18 février ; Lou le 19 février.
Œuvres retirées
| Nom de l'artiste | Titre de l'œuvre    | Date de création | Propriétaire                               | Date d'installation | Date de retrait | Illustration |
| ---------------- | ------------------- | ---------------- | ------------------------------------------ | ------------------- | --------------- | ------------ |
| Damien Cabanes   | Sans titre          |                  | Dépôt du Fonds national d'art contemporain | 2007                | 2013            |              |
| Alain Kirili     | Geste de Résistance | 2001             | Dépôt de l'artiste                         | 2011                | 2016            |              |

### Œuvres détruites en 1944

#### Tableaux
| Auteur de l'œuvre                              | Nom de l'œuvre | Date                                 | Type | Dimension (en cm) | Image |
| ---------------------------------------------- | --- | ------------------------------------ | ---- | ----------------- | ----- |
| D'après Domenico Fetti (v.1589-1623)           | Saint François consolé par un ange musicien                                                                         |                                      |      |                   |       |
| Charles Le Brun (1619-1690),                   | Le Baptême du Christ                                                                                                |                                      |      |                   |       |
| Jacques-Antoine Beaufort (1721-1784)           | La Mort de Calanus, ou Calanus montant au bûcher en présence de l'armée d’Alexandre                                 | Salon de 1779                        |      |                   |       |
| François Gérard                                | Achille jurant de venger la mort de Patrocle                                                                        | v. 1830-1837                         |      |                   |       |
| Pierre Edme Louis Pellier (v. 1777-1848)       | Télémaque aborde dans l'île de Calypso                                                                              | Salon de 1819                        |      |                   |       |
| Henri-Joseph de Forestier (1785-1872)          | Les Funérailles de Guillaume le Conquérant                                                                          | 1855                                 |      |                   |       |
| Édouard Odier (1800-1887)                      | La Retraite de Russie                                                                                               | 1846                                 |      |                   |       |
| François-Hippolyte Debon (1807-1872)           | Portrait de Guillaume le Conquérant, duc de Normandie                                                               | Salon de 1843                        |      |                   |       |
| François-Hippolyte Debon (1807-1872)           | L'Entrée de Guillaume le Conquérant à Londres                                                                       | Exposition universelle de 1855       |      |                   |       |
| Édouard Krug (1829-1901)                       | Symphorose, refusant d'abjurer la religion chrétienne, l'empereur Hadrien la condamne au martyre avec ses sept fils | Salon des Artistes Français de 1882  |      |                   |       |
| Gaston Mélingue (1839-1914)                    | Les Vendeurs de chair humaine                                                                                       | Salon des Artistes Français de 1893  |      |                   |       |
| Lucien-Étienne Mélingue (1841-1889)            | Quatrième discours des Dames galantes de Brantôme                                                                   | Salon de 1876                        |      |                   |       |
| Jean-Jules-Antoine Lecomte du Nouÿ (1842-1923) | Polyptyque sur l'œuvre de Victor Hugo : Les Travailleurs de la mer                                                  | Salon des Artistes Français de 1884  |      |                   |       |
| Jean-Jules-Antoine Lecomte du Nouÿ (1842-1923) | Les Orientales | Salon des Artistes Français de 1885  |      |                   |       |
| Jean-Jules-Antoine Lecomte du Nouÿ (1842-1923) | Les Contemplations d'aujourd'hui                                                                                    | Salon des Artistes Français de 1885  |      |                   |       |
| Jean-Jules-Antoine Lecomte du Nouÿ (1842-1923) | Les Contemplations d'autrefois                                                                                      |                                      |      |                   |       |
| Albert-Jules Édouard (1845-1919)               | Dante et Virgile sur le lac glacé                                                                                   | Salon de 1879                        |      |                   |       |
| Albert-Jules Édouard (1845-1919)               | Briséis et ses compagnes pleurant sur le corps de Patrocle                                                          | Salon des Artistes Français de 1885, |      |                   |       |
| Émile Louis Thivier (1858-1922)                | Le Voeu de Jepthé                                                                                                   | Salon des Artistes Français de 1901  |      |                   |       |
| René-Ernest Huet (1886-1914)                   | Ulysse retrouve dans le verger son vieux père Laërte                                                                | Salon des Artistes Français de 1913  |      |                   |       |

#### Sculptures
| Auteur de l'œuvre                         | Nom de l'œuvre   | Date                      | Type            | Dimension (en cm) | Image |
| ----------------------------------------- | ---------------- | ------------------------- | --------------- | ----------------- | ----- |
| Paul Gayrard (1807-1855)                  | Daphnis et Chloé | Salon de 1847             | Marbre          |                   |       |
| Antoine Étex (1808-1888)                  | Nizzia           | 1849 (salon de 1850-1851) | Marbre          |                   |       |
| Ferdinand Taluet (1821-1904)              | Charlotte Corday | Salon de 1884             | Plâtre          |                   |       |
| Augustin-Jean Moreau-Vauthier (1831-1893) | Baigneuse        | Salon de 1866             | Marbre          |                   |       |
| Charles Jacquier (1843-1929)              | Ecce Homo        | Salon de 1888             | Buste en plâtre |                   |       |